# کازت
کازت (انگلیسی: Cazzette)
موسیقی‌دان اهل سوئد در موسیقی رقص الکترونیک فعالیت دارد.